# Palais de Tokyo
El Palais de Tokyo el nom original del qual és Palais des Musées d'Art Moderne, designa un edifici dedicat a l'art modern i contemporani. Es troba al número 13 de l'avenue du President-Wilson al districte 16 de París, seguint la riba del Sena a uns centenars de metres al nord-est del Palau de Chaillot, amb un estil arquitectònic proper. La carcassa exterior de l'edifici està totalment revestida de marbre.
L'edifici en qüestió porta el nom de "Palais de Tokyo", que rep el nom del "Quai de Tokio" (actual avenue de New-York) a la riba del Sena, sobre el qual domina la seva façana sud-est.